# Impasse Onfroy
Pour les articles homonymes, voir Onfroy.
L'impasse Onfroy est une voie située dans le quartier de la Maison Blanche du 13e arrondissement de Paris.

## Situation et accès

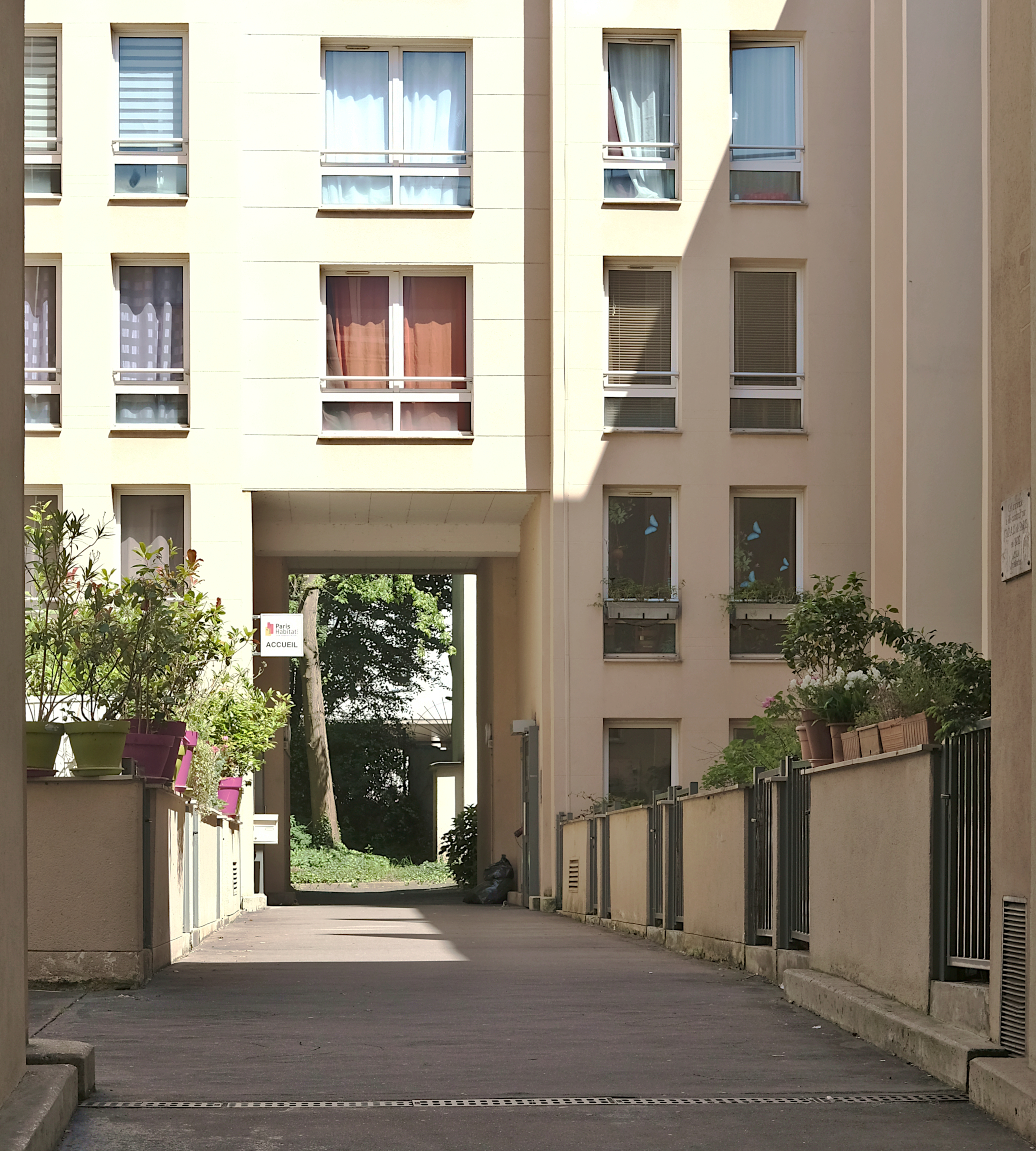
Autre vue de l'impasse.

L'impasse Onfroy est desservie à proximité par la ligne 7 aux stations Tolbiac et Maison Blanche et par la ligne 3a du tramway d'Île-de-France.

## Origine du nom
Elle doit son nom à celui d'un propriétaire local.

## Historique
Cette voie privée en impasse, qui porte depuis 1867 son nom actuel, est fermée à la circulation publique par arrêté municipal du 18 novembre 1993.